# Zhovti Vody
Zhovti Vody (tiếng Ukraina: Жовті Води) là một thành phố của Ukraina. Thành phố này thuộc tỉnh Dnipropetrovsk. Thành phố này có diện tích 30,25 km2, dân số theo điều tra dân số năm 2001 là 53582 người.